# Boworadet

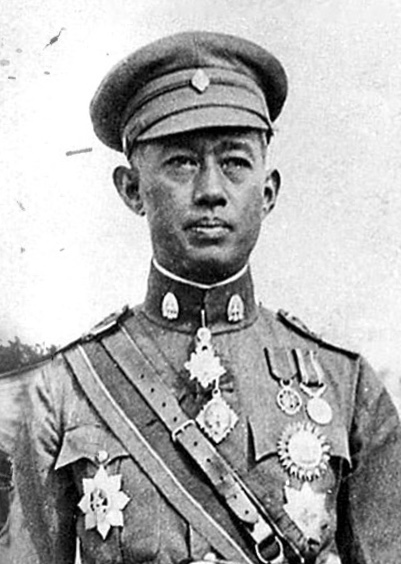
Prinz Boworadet

Prinz Boworadet (thailändisch พระวรวงศ์เธอ พระองค์เจ้าบวรเดช; RTGS: Phra Worawongthoe Phra-ongchao Boworadet; * 1877 oder 1878; † 1947, 1953 oder 1956) war ein Mitglied des siamesischen Königshauses. Er war ein Enkel von König Mongkut (Rama IV.), General und von 1928 bis 1931 Kriegsminister (Leiter des Kalahom-Ministeriums). Nach der Abschaffung der absoluten Monarchie führte er 1933 erfolglos einen bewaffneten Aufstand gegen die Regierung an. Danach ging er ins Exil nach Französisch-Indochina.

## Leben

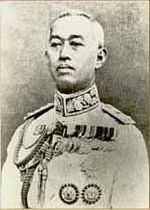
Prinz Boworadet als Kalahom-Minister

Boworadet war ein Sohn von Prinz Naret, der der Sohn von König Mongkut und einer seiner Nebenfrauen war. Sein ursprünglicher Name war Mom Chao Boworadet Kridakon. Er erhielt seine Ausbildung an der Harrow School und der Royal Military Academy Woolwich in England. Er hatte ein enges und freundschaftliches Verhältnis zu seinem Cousin, dem späteren König Vajiravudh, der ebenfalls in England studierte. Boworadet diente später als siamesischer Botschafter in Frankreich. 1912 berief ihn Vajiravudh, der inzwischen den Thron bestiegen hatte, in die Armeeführung. 1928 ernannte ihn der neue König Prajadhipok zum Leiter des Kalahom-Ministeriums (vergleichbar einem Kriegsminister). Er folgte Prinz Paribatra Sukhumbandh nach, der zum Leiter des Mahatthai-Ministeriums (vergleichbar einem Premierminister) befördert worden war. 1929 verlieh ihm der König den Rang eines Phra Ong Chao (entspricht der Anrede Hoheit). 1931 trat Boworadet als Kriegsminister zurück, als der Hohe Rat ihm in der Frage einer Erhöhung des Solds die Unterstützung versagt hatte.

## Boworadet-Rebellion

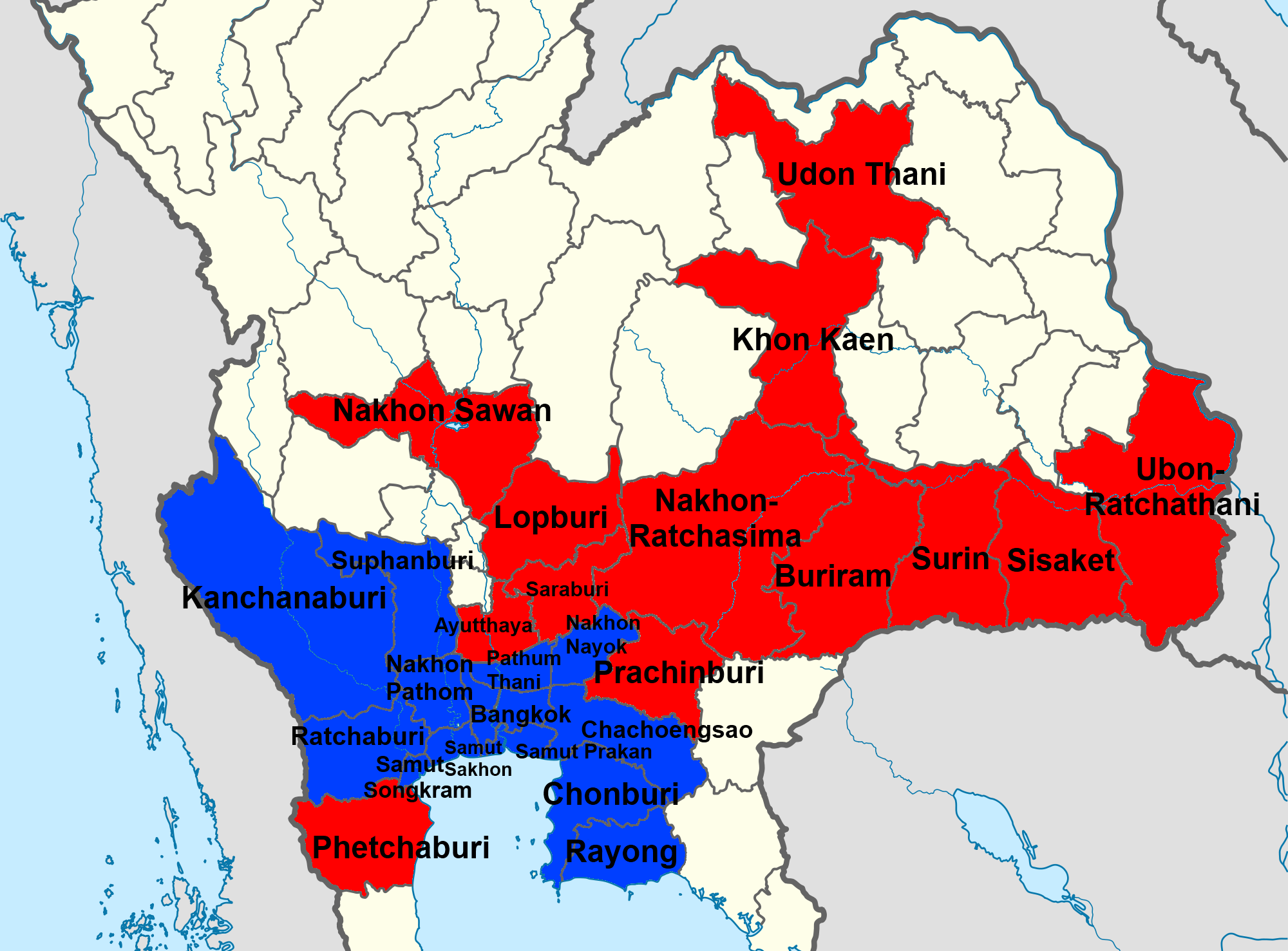
Provinzen, die sich der Boworadet-Rebellion anschlossen, in rot. Provinzen, die loyal zur Regierung waren, in blau.

Vom 12. bis 24. Oktober 1933 führte Boworadet eine royalistische Rebellion gegen die Regierung von Oberst Phraya Phahon. Dieser Umsturzversuch zielte darauf ab, das Ergebnis des Staatsstreichs von 1932, der den Übergang von der absoluten zur konstitutionellen Monarchie gebracht hatte, rückgängig zu machen. Boworadet versammelte Soldaten aus den nordost- und zentralthailändischen Provinzen Nakhon Ratchasima, Ubon Ratchathani, Prachinburi, Saraburi, Phetchaburi, Ayutthaya und Nakhon Sawan. Die Truppen marschierten auf Bangkok zu und stellten der Regierung ein Ultimatum. Sie verlangten den Rücktritt von Ministerpräsident Phraya Phahon und die Errichtung einer „wahren demokratischen“ Herrschaft.

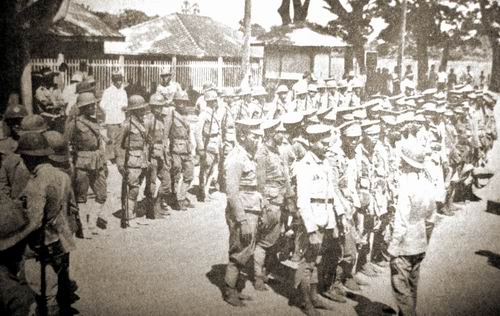
Regierungstruppen während der Boworadet-Rebellion.

Die Regierung bekämpfte den Aufstand gewaltsam, sodass das Land einem Bürgerkrieg nahe war. Die Regierungstruppen wurden vom späteren Ministerpräsidenten und damaligen Oberstleutnant Phibunsongkhram geführt. König Prajadhipok, der sich während der Zeit des Aufstands im äußersten Süden, an der Grenze zu Malaya aufhielt, bezog keine Stellung für Boworadet. Er erklärte sogar seine Ablehnung der Rebellion, um nicht den Eindruck zu erwecken, eine Rückkehr zum Absolutismus anzustreben. Die Rebellentruppen konnten zunächst in Ostthailand einige Erfolge verzeichnen. Schließlich gelang es aber den Regierungstruppen, die Aufständischen zu schlagen. Beide Seiten hatten zahlreiche Tote zu beklagen.
Nach der gescheiterten Rebellion floh Boworadet nach Französisch-Indochina.

## Anmerkung
1. ↑  Der Name wird auch als Bavoradej, Baworadej, Bovoradej, Bovoradet, Boworadej oder Bowondet transkribiert.